# Свидание Бостонского Блэки
«Свидание Бостонского Блэки» (англ. Boston Blackie's Rendezvous) — американский детективный фильм с элементами комедии режиссёра Артура Дрейфусса, который вышел на экраны в 1945 году.
Это девятый из 14 фильмов цикла о Бостонском Блэки, который произвела студия Columbia Pictures в 1941—1949 годах. Как и в остальных фильмах цикла, главную роль Бостонского Блэки, исправившегося похитителя драгоценностей, который в силу обстоятельств занимается детективной работой, сыграл Честер Моррис.
В этом фильме Блэки сталкивается с маньяком и убийцей Джеймсом Куком (Стив Кокран), который, сбежав из психиатрической лечебницы, задушил двух девушек и взял в заложники третью, танцовщицу Сэлли Браун (Нина Фох), с которой до того состоял в переписке. Кук похитил одежду Блэки и выдаёт себя за него, в результате полиция начинает подозревать в преступлениях реального Блэки. В конце концов Блэки удаётся убедить полицию в своей невиновности, а затем совместными усилиями вызволить из плена Сэлли и арестовать Кука.
Некоторые критики считают фильм одним из лучших в цикле, отмечая также его более мрачный характер, а также неизменный юмор в исполнении главных героев и некоторых других артистов.

## Сюжет
В отеле «Парк Мэдисон» в своём номере, когда Бостонский Блэки (Честер Моррис) и его напарник Коротышка (Джордж Э. Стоун) уже укладываются спать, появляется его друг, миллионер Артур Мэнледер (Гарри Хейден). Взволнованный Артур рассказывает, что его племянник Джимми Кук в связи с психическим расстройством последние шесть месяцев провёл в лечебнице. Сегодня выяснилось, что от его болезни нет лечения, и, вероятно, он каким-то образом узнал об этом. Несколько часов назад он сбежал из клиники, и до сих пор его не нашли. Артур говорит, что не хочет подключать к этому делу полицию, так как это сразу же попадёт в газеты, что будет тяжёлым ударом для его сестры. Дело в том, что брат Джимми женится на следующей неделе. Его невеста из хорошей семьи, и известия о Джимми может негативно отразиться на браке. Далее Артур объясняет, что безумие Джимми объясняется несчастным случаем. Он был так называемым «демоном скорости», и однажды разбился за рулём своей машины. Мэнледер также сообщает, что перед своим побегом Джимми едва не задушил одну из медсестёр, и в своём нынешнем состоянии он способен на всё, что угодно, даже на убийство. Блэки обещает Артуру завтра же найти Джимми, и просит Коротышку отвезти Артура домой. Тем временем в окно номера Блэки незаметно проникает Джимми (Стив Кокран), который слышит заключительную часть разговора.
Когда, оставшись один, Блэки снова ложится спать, Джимми заходит в номер. Когда Блэки просыпается от шума, Джимми представляется и говорит, что помощь нужна не дяде, а ему. Он утверждает, что дядя состряпал всю историю из-за денег, так как через месяц Джимми должен унаследовать 200 тысяч долларов. Он говорит, что ни мать, ни дядя никогда о нём не заботились, и, чтобы избавиться от него, объявили ненормальным. Блэки говорит, что поможет Джимми, но для начала тот должен вернуться в клинику, обещая, что о его бегстве никто не узнает. Пока Блэки пытается дозвониться до клиники, Джимми нападает на него сзади и душит за горло. Блэки теряет сознание и падает, после чего Джимми надевает один из его костюмов, роняя при этом свою записную книжку. Джимми приезжает в танцевальный клуб «Данслэнд», где разыскивает Сэлли Браун, которая работает платной партнёршей на танцах. К нему подходит одна из танцовщиц Патриция Пауэрс (Адель Робертс), сообщая, что Салли взяла несколько дней выходных. Тогда Джимми приглашает на танец Патрицию.
Вернувшись в номер, Коротышка обнаруживает на полу Блэки и помогает ему прийти в себя. Блэки находит на полу дневник Джимми с вырезкой из газеты, посвящённой Салли, и любовным обращением к ней, которое Джимми написал сегодня. Блэки стремительно одевается и мчится в «Данслэнд», однако Джимми там уже нет. В клубе Блэки выясняет у гардеробщицы Марты (Айрис Эдриан), что Джимми уехал с Патрицией, а затем швейцар говорит ему, что Патриция уехала на такси Стива Каверони. Когда к клубу подъезжает Каверони (Джо Девлин), Блэки и Коротышка просят его отвезти их туда, где он высадил Патрицию и Джимми, и таксист приезжает в безлюдное место на краю леса. В тёмном лесу Блэки и Коротышка натыкаются на инспектора полиции Фаррадея (Ричард Лейн), который сообщает, что девушка мертва, а рядом с её телом обнаружена шляпа Блэки. Тот пытается рассказать, что произошло этим вечером, однако инспектор, не дослушав его, задерживает его и Коротышку. В участке Фаррадэй решает провести психиатрическую экспертизу Блэки, однако тот откровенно издевается над психиатром, доктором Вокманом (Филип Ван Зандт), устраивая демонстрацию фокусов. После этого Фаррадэй решает отпустить Блэки, рассчитывая, что тот добудет для полиции необходимые улики.
Джимми, находясь в гостиничном номере по соседству с номером Блэки, через посыльного отправляет Салли записку о том, что сегодня в восемь часов вечера он зайдёт к ней домой. Вскоре к нему в номер заходит горничная, и Джимми, не в силах сдержаться, душит её. Забрав у неё связку с ключами, Джимми отпирает номер Блэки, после чего уходит. Тем временем, изменив голос, Блэки звонит в «Данслэнд» и, представившись бабушкой Сэлли Браун, выясняет её домашний адрес. Ровно в восемь часов Джимми поднимается к Сэлли, однако тут же появляется Блэки, и Джимми прячется в коридоре за углом. Приняв Блэки за Джимми, Сэлли тепло принимает его, говоря о его письмах. Когда Сэлли начинает подозревать, что говорит не с Джимми, Блэки поясняет, что он просто обеспокоен заголовком в газете на столе о том, что задушена танцовщица из «Данслэнда».
Фаррадэй приходит в «Данслэнд», выясняя у Марты, что Сэлли по всей видимости дома, и догадывается, что Блэки поехал к ней. После ухода Фаррадэя Марта звонит Сэлли, сообщая, что только что говорила с инспектором, который её разыскивает. Она также рассказывает, что парень, который задушил Патрицию, сегодня сначала разыскивал её. Испуганная Сэлли, решает, что имеет дело с убийцей, и пытается вырваться из комнаты, однако Блэки не выпускает её. В этот момент в дверь стучит инспектор Фаррадэй, и Блэки, силой заткнув Сэлли рот, убегает из комнаты через окно. Взломав дверь, инспектор обнаруживает потерявшую сознание Сэлли. Он приводит девушку в чувства и представляется. Затем он поручает выставить вокруг дома полицейскую охрану, а Сэлли рекомендует запереться в своей комнате и никуда не выходить.
После того, как Фаррадэй уезжает, Джимми выходит из своего укрытия, и, выдав себя за полицейского, просит Сэлли впустить его. Представившись консультантом полиции Бостонским Блэки, Джимми спрашивает Сэлли, как она познакомилась с Джимми. Сэлли говорит, что после газетной статьи он стал регулярно писать ей письма, которые ей очень нравились. Когда Джимми незаметно подходит близко к Сэлли и собирается её задушить, в комнату входит Марта, которая делит в ней комнату. Джимми говорит, что Сэлли небезопасно оставаться в своей комнате, так как душитель может появиться в любой момент, и предлагает отвезти её к себе на квартиру, где её никто не найдёт. Тем временем Блэки звонит Фаррадэю, предлагая ему лично проследить за тем, чтобы Сэлли не похитили, так как они имеют дело с очень умным преступником. Фаррадэй немедленно едет к Сэлли, заставая там лишь спящую Марту, которая сообщает, что «Бостонский Блэки» увёз Сэлли к себе на квартиру.
Блэки и Коротышка заходят в свой номер, чтобы забрать вещи и временно укрыться у Артура. В гардеробе Коротышка обнаруживает труп задушенной горничной, после чего Блэки понимает, что Джимми находится где-то в отеле. Вскоре в их номер заходит Фаррадэй, которого Блэки и Коротышка, приняв за преступника, валят на пол. Блэки объясняет инспектору, что это Джимми похитил Сэлли, выдав себя за него, и Марта может подтвердить это. По поручению инспектора сержант Мэтьюз (Фрэнк Салли) звонит Марте, однако перепуганная Марта уехала в Бруклин к своей тёте, оставив записку. Фаррадэй осматривает номер Блэки, обнаруживая труп горничной, после чего арестовывает Блэки и Коротышку по подозрению в убийстве. Блэки указывает инспектору на следы волочения тела по полу, утверждая, что труп горничной душитель занёс из другого места в их номер именно для того, чтобы подозрение пало на Блэки. Однако в коридоре следы теряются, после чего Блэки заталкивает инспектора обратно в свой номер и убегает.
Блэки и Коротышка, переодевшись в уборщиц-негритянок, начинают поиски в отеле. Пока Коротышка отвлекает администратора, Блэки берёт регистрационные карточки отеля, чтобы установить, в каком номере мог остановиться Джимми. По образцу почерка они выясняют, что Джимми остановился в номере на их этаже. Когда Блэки пытается войти в номер Джимми, тот узнаёт его и по телефону вызывает полицию, говоря, что к нему ломится душитель, после чего через другую дверь вместе с Сэлли перебирается в номер Блэки. Блэки и Коротышка, войдя в номер, обнаруживают сумку с документами Сэлли, сообщая появившемуся Фаррадэю, что девушка, вероятно, сейчас находится где-то поблизости, однако обнаружить её не удаётся. Фаррадэй требует, чтобы Блэки и Коротышка переоделись в нормальную одежду, заявляя, что дальше дело будет вести он. Джимми видит, как Фаррадэй под дулом пистолета ведёт Блэки и Коротышку к лифту. В холле гостиницы появляется Марта, которая с помощью двух кузенов доставила Фаррадэю Мэтьюза, который пытался пробраться в её дом. Увидев, Блэки, она утверждает, что это не он увёз Патрицию, а другой парень, который называл себя Бостонский Блэки.
В номере Блэки Сэлли видит его настольную фотографию, догадываясь, что Джимми не тот, за кого себя выдаёт. Джимми представляется и говорит, что эта фотография всё испортила. Она ему очень нравилась, и он надеялся, что у них что-то будет, но теперь слишком поздно. Когда Сэлли и Джимми начинают борьбу за телефонную трубку, администратор догадывается, что в номере что-то происходит, и сообщает об этом Фаррадэю. Блэки, Фаррадэй и Коротышка выламывают дверь в номер, где Джимми, прикрывшись Сэлли, направляет на них пистолет. Он требует, чтобы его выпустили, угрожая жизнью Сэлли. Чтобы отвлечь его внимание, Блэки устраивает ссору с Фаррадэем, в результате которой оба падают на пол, а затем совместно вырывают ковер из-под ног Джимми. Когда тот падает, полицейские хватают и уводят его. Блэки успокаивает Сэлли и обещает отвезти её домой, после чего Фаррадэй и Блэки благодарят друг друга за работу.

## В ролях
- Честер Моррис — Горацио «Бостонский Блэки» Блэк
- Нина Фох — Сэлли Браун
- Стив Кокран — Джеймс Кук
- Ричард Лейн — инспектор Джон Фаррадей
- Джордж Э. Стоун — Коротышка
- Фрэнк Салли — детектив сержант Мэтьюз
- Айрис Эдриан — Марта

В титрах не указаны
- Гарри Хэйден — Артур Мэнледер
- Филип Ван Зандт — доктор Вокман
- Том Кеннеди — швейцар

## Создатели фильма и исполнители главных ролей
Режиссёр немецкого происхождения Артур Дрейфусс за свою карьеру поставил 33 фильма категории В, среди которых «Расплата» (1942), «Бостонский Блэки задержан по подозрению» (1945), «Последний блитцкриг» (1958), «Странный парень» (1962) и «Бунт на Сансет-стрип» (1967), а также мюзиклы и фильмы на молодёжную тематику.
Честер Моррис снимался в кино в период с 1917 по 1970 год, сыграв в 83 фильмах, среди которых «Алиби» (1929, фильм принёс ему номинацию на «Оскар» как лучшему актёру в главной роли), «Развод» (1930), «Казённый дом» (1930), «Женщина с рыжими волосами» (1932), «Три крёстных отца» (1935), «Пятеро вернувшихся назад» (1939) и «Существо из прошлого» (1956).
Стив Кокран известен по таким фильмам нуар, как «Погоня» (1946), «Белая горячка» (1949), «Проклятые не плачут» (1950), «Штормовое предупреждение» (1951) и «Завтра будет новый день» (1951), а также по драме Микеланджело Антониони «Крик» (1957).
Актриса нидерландского происхождения Нина Фох сыграла главные женские роли в фильмах «Меня зовут Джулия Росс» (1945), «Тёмное прошлое» (1948), «Сыщик» (1949), «Джонни Аллегро» (1949) и «Трое отважных мужчин» (1956). В 1956 году она была номинирована на «Оскар» за роль второго плана в фильме «Номер для директоров» (1955).

## История создания фильма
Рабочее название этого фильма — «Ночной сюрприз» (англ.  Surprise in the Night).
Как отмечает историк кино Ким Ньюман, сценарист Эдвард Дейн, работая по рассказу Фреда Шиллера, вводит в этот фильм сцену с переодеванием Блэки и Коротышки в пританцовывающих негритянок-уборщиц, компилируя эпизоды из фильмов «Бостонский Блэки после полуночи» (1943) и «Шанс всей жизни» (1943).
Фильм находился в производств с 15 февраля по 2 марта 1945 года и вышел на экраны 5 июля 1945 года.
Когда спустя годы Нину Фох спросили о «Свидании Бостонского Блэки», она не смогла вспомнить особенных сюжетных подробностей, но с гордостью отметила, что коллега по фильму Ричард Лейн (сыгравший вечного врага Блэки инспектора Фаррадея) позже стал известным спортивным комментатором на телевидении.

## Оценка фильма критикой
По мнению современного историка кино Хэла Эриксона, «этот фильм значительно превзошёл уровень фильмов категории В и, несомненно, стал лучшим в сериале Columbia Pictures о Бостонском Блэки».
Как полагает Ким Ньюман, «этот фильм, похоже, изо всех сил пытается внести некоторые изменения (в канон фильмов цикла), и несколько сцен входят в число лучших во всём сериале, но некоторые считаются худшими, которые предложил этот цикл». Критик особенно подчёркивает высокий уровень многих комедийных эпизодов фильма как с участием главных героев, так и с участием Айрис Эдриан в роли соседки Салли, а также «интересные, нестандартные остроты от швейцара (Том Кеннеди) и таксиста (Джо Девлин)». Вместе с тем, по мнению Ньюмана, «комическая часть также включает ужасный эпизод, когда Блэки с помощью фокусов издевается над полицейским психиатром (Филип Ван Зандт), что особенно неуместно в свете того, что в остальном это самый мрачный фильм во всём цикле».